# Громов Євген Іванович
Євген Іванович Громов (нар. 10 лютого 1909, місто Клинці, тепер Брянської області, Російська Федерація — 21 листопада 1981, місто Москва) — радянський державний діяч, завідувач відділу партійних, профспілкових і комсомольських органів ЦК КПРС, завідувач відділу партійних органів ЦК КПРС по союзних республіках, надзвичайний і повноважний посол СРСР в Угорщині. Член Центральної Ревізійної комісії КПРС у 1952—1956 роках. Кандидат у члени ЦК КПРС у 1956—1961 роках. Депутат Верховної ради СРСР 4-го скликання.

## Життєпис
Народився в родині службовця.
У 1925—1926 роках — рахівник Клинцівського повітового відділу охорони здоров'я.
У 1926—1927 роках — учень слюсаря артілі Меткооппромспілки в місті Люберцях. У 1927—1928 роках — слюсар Центрального інституту праці в Москві. У 1928—1929 роках — слюсар акціонерного товариства «Млинбуд» у Москві. У 1929—1931 роках — слюсар заводу «Металобуд» та Електрозаводу в Москві.
У 1931—1936 роках — студент Московського енергетичного інституту імені Молотова.
Член ВКП(б) з 1932 року.
У 1936—1940 роках — інженер-електрик науково-дослідної лабораторії артилерійського приладобудування в Москві.
У 1940—1941 роках — парторг ЦК ВКП(б) заводу науково-дослідного інституту—10 міста Москви.
У 1941—1942 роках — секретар із кадрів Калінінського районного комітету ВКП(б) міста Москви. У 1942—1945 роках — 2-й секретар Москворецького районного комітету ВКП(б) міста Москви.
У 1945—1946 роках — 1-й секретар Молотовського (Пролетарського) районного комітету ВКП(б) міста Москви.
У 1946—1947 роках — заступник завідувача організаційно-інструкторського відділу Московського міського комітету ВКП(б). У 1947—1948 роках — 1-й заступник завідувача відділу кадрів Московського міського комітету ВКП(б).
У листопаді 1948—1952 роках — заступник завідувача відділу партійних, профспілкових і комсомольських органів ЦК ВКП(б).
У 1952 році — завідувач підвідділу відділу партійних, профспілкових і комсомольських органів ЦК ВКП(б).
У 1952 — квітні 1953 року — заступник завідувача відділу партійних, профспілкових і комсомольських органів ЦК КПРС.
16 квітня 1953 — березень 1954 року — завідувач відділу партійних, профспілкових і комсомольських органів ЦК КПРС.
У серпні 1954 — березні 1957 року — завідувач відділу партійних органів ЦК КПРС по союзних республіках.
7 березня 1957 — 31 травня 1959 року — надзвичайний і повноважний посол СРСР в Угорщині.
У 1959—1960 роках — співробітник центрального апарату Міністерства закордонних справ СРСР.
У 1960—1969 роках — завідувач IV-го Європейського відділу Міністерства закордонних справ СРСР.
З 1969 року — персональний пенсіонер союзного значення в Москві.
Помер 21 листопада 1981 року після важкої і тривалої хвороби в Москві.

## Нагороди
- орден Вітчизняної війни І ст.
- орден Трудового Червоного Прапора
- орден Червоної Зірки
- медалі
- надзвичайний і повноважний посол